# Nailea Norvind
Nailea Norvind, née le 16 février 1970 à Mexico au Mexique, est une actrice mexicaine de télévision, cinéma et théâtre. Elle a notamment participé au film Gaby en 1987. Elle a également prêté sa voix à la princesse Kida dans la version en espagnol du film Atlantide, l'empire perdu.

## Biographie
Nailea Norvind est la fille de l'actrice, réalisatrice et sexologue norvégienne Eva Norvind, elle-même fille du prince russe Paulovic Chegodayef Sakonsky et de la sculptrice finno-norvégienne Johanna Kajanus. 
Nailea Norvind ne vit plus avec sa mère depuis ses 12 ans. Elle a elle-même deux filles, Naian et Tessa, dont le père est l'avocat mexicain Fernando González Parra.
Le père de Norvind serait hollandais mais l'actrice dit ne jamais l'avoir rencontré et ne pas connaître son nom.
Nailea Norvind obtient son diplôme de l'école de théâtre de Televisa (Centro de Educación Artística) et commence sa carrière d'actrice à 12 ans en jouant dans la telenovela Chispita, aux côtés de l'actrice Lucero Hogaza. Le plus gros succès que rencontre Norvind se produit en 1987 avec la telenovela Quinceañera dans laquelle elle incarne le personnage de Leonor aux côtés de ses "rivales" Adela Noriega et la chanteuse Thalía. Cette même année, Norvind participe au film Gaby. 
Après plusieurs petits rôles dans quelques autres telenovelas, Norvind joue dans la telenovela Cuando llega el amor aux côtés de Lucero Hogaza et d'Omar Fierro. Elle est très acclamée pour ce rôle. À la suite de ce succès, Nailea Norvind se retire du milieu de la télévision pendant huit ans. Elle revient avec la telenovela Preciosa en 1998, dans laquelle elle tient l'un des rôles principaux en interprétant le personnage de Valeria San Román. Norvind joue ensuite dans une demi-douzaine d'autres telenovelas. En 2002, elle est l'une des participantes à la première édition VIP de Big Brother Mexico.

## Filmographie

### Telenovelas
- La candidata (2016-2017) - Teresa Rivera de Martínez
- Muchacha italiana viene a casarse (2014-2015) - Federica Ángeles[1],[2]
- Abismo de pasión (2012) - Begoña de Tovar[3],[4]
- Para volver a amar (2010-2011) - Valeria Andrade de Longoria / Marleni Lagos
- Cuidado con el ángel (2008-2009) - Viviana Mayer Montenegro de San Román
- Rebelde (2005) - Marina Cáceres de Colucci
- Mujer de madera (2004-2005) - Viviana Palomares
- Amigas y rivales (2001) - Paula Morell
- Abrázame muy fuerte (2000-2001) - Débora Falcón de Rivero
- Amor gitano (1999) - Isabel "Isa" Valenti, Marquesa de Astolfi
- Preciosa (1998) - Valeria San Roman de Santander
- Cuando llega el amor (1989-1990) - Alejandra Contreras
- Lo blanco y lo negro (1989) - Selma Alcazar
- Encadenados (1988-1989) - Mariela
- Quinceañera (1987-1988) - Leonor
- Pobre juventud (1986-1987) - Gaby
- Guadalupe (1984) - Nani
- Chispita (1982) - Sara

### Cinéma
- 1978 : Le Mystère du triangle des Bermudes : Sonia
- 1987 : Gaby : Terry
- 2001 : Atlantide, l'empire perdu : Princesse Kida (doublage)
- 2005 : Zapata's Gold (courte vidéo)
- 2011 : La otra familia (es) : Nina Cabrera
- 2012 : Después de Lucía
- 2014 : El incidente (es) : Sandra
- 2015 : Chronic : Laura
- 2022 : Robe of Gems de Natalia López :